# 배틀필드 V
《배틀필드 V》는 2018년 10월 19일에 EA DICE에서 출시한 제2차 세계대전을 배경으로 하는 1인칭 슈팅 게임이다. 출시 플랫폼으로는 마이크로소프트 윈도우, 플레이스테이션 4, 엑스박스 원이 있다.